# Amphisbaena carlgansi
Espèce
Amphisbaena carlgansi est une espèce d'amphisbènes de la famille des Amphisbaenidae.

## Répartition
Cette espèce est endémique de Cuba. Elle se rencontre dans la meseta de Cabo Cruz dans la province de Granma.

## Étymologie
Cette espèce est nommée en l'honneur de Carl Gans.

## Publication originale
- Thomas & Hedges, 1998 : A new amphisbaenian from Cuba. Journal of Herpetology, vol. 32, n. 1, p. 92-96.